# قطار فائق السرعة (فلم)
قطار سريع (بالإنجليزية: Bullet Train) هو فيلم أكشن كوميدي أمريكي صدر عام 2022 من إخراج ديفيد ليتش، الذي شارك في الإنتاج مع كيلي ماكورميك وأنطوان فوكوا، عن سيناريو من تأليف زاك أولكيويكز. الفيلم مقتبس من رواية بنفس الاسم كتبها كوتارو إيساكا. الفيلم من بطولة براد بيت، جوي كينج، آرون جونسن، وزازي بيتز. عرض الفيلم في الولايات المتحدة يوم 5 أغسطس 2022.
بدأ التصوير الرئيسي في لوس أنجلوس في نوفمبر 2020 وانتهى في مارس 2021. تم عرض الفيلم لأول مرة في باريس في 18 يوليو 2022، وتم إصداره في الولايات المتحدة في 5 أغسطس 2022 بواسطة سوني بيكتشرز. تلقى الفيلم آراء متباينة من النقاد وحقق 239.3 مليون دولار في جميع أنحاء العالم بميزانية إنتاج تبلغ حوالي 90 مليون دولار.

## القصة
على متن قطار فائق السرعة، يتنقل 5 من القتلة المأجورين في رحلة لتنفيذ مهمة دون معرفة أحدهم بالآخر، وسرعان ما يكتشفون أن هناك عامل مشترك يجمعهم جميعًا بالمهمة المطلوب إنجازها.

## روابط خارجية
لا توجد روابط لمواقع التواصل الاجتماعي.

- الموقع الرسمي
- مقالات تستعمل روابط فنية بلا صلة مع ويكي بيانات